# 布恩縣 (阿肯色州)
布恩县（英語：Boone County）是美國阿肯色州北部的一個縣，北鄰密蘇里州。面積1,559平方公里。根據美國2000年人口普查，共有人口33,948人。縣治哈里森。
成立於1869年4月9日。縣名原來的寫法是Boon（祝福的意思），是居民對在當地定居的信念。縣名後的e是後來加上的。當地是一個禁酒的縣。
36°18′22″N 93°05′38″W / 36.30611°N 93.09389°W